# توم هامر
توم هامر (بالإنجليزية: Tom Hamer)‏ هو لاعب كرة قدم بريطاني، ولد في 16 نوفمبر 1999 في بولتن في المملكة المتحدة. لعب مع أولدهام أثلتيك.